# Дор (Ягановское сельское поселение)
Дор — деревня в Череповецком районе Вологодской области.
Входит в состав Ягановского сельского поселения, с точки зрения административно-территориального деления — в Ягановский сельсовет.
Расстояние по автодороге до районного центра Череповца — 25 км, до центра муниципального образования Яганово — 5 км. Ближайшие населённые пункты — Соболево, Митенское, Шурово.
По переписи 2002 года население — 7 человек.